# Der ultimative Spider-Man (Fernsehserie)
Der ultimative Spider-Man (Originaltitel: Ultimate Spider-Man) ist eine US-amerikanische Zeichentrickserie, die lose auf der Ultimate-Spider-Man-Comicreihe der Marvel Comics basiert.

## Handlung
Peter Parker, Schüler an der Highschool, ist im Geheimen auch Spider-Man, der von der Allgemeinheit sowohl als Held verehrt als auch besonders von J. Jonah Jameson als Gefahr für die Öffentlichkeit betrachtet wird. Da er aber mit seinen Kampftechniken noch in den Kinderschuhen steckt, wird er kurzerhand von S.H.I.E.L.D.-Direktor Nick Fury als Feldführer einer Trainingseinheit für Nachwuchs-Superhelden eingezogen.
Spider-Man ist es anfangs noch sehr unangenehm, in einem Team zu arbeiten, und auf Furys Anordnung geht dieses Team schließlich sogar noch mit ihm zusammen in dieselbe Schule. Darüber hinaus gibt es bald auch Probleme mit Norman Osborn, Vater von Peters bestem Freund Harry, der insgeheim vorhat, Spider-Man genetisch zu replizieren und sich damit eine vermarktungsfähige Armee von Supersoldaten heranzuzüchten. Zu diesem Zweck heuert er eine Reihe von Superschurken an, die den Wandkletterer einfangen und an Osborn überliefern sollen. Da kommt es Spider-Man sehr zugute, dass S.H.I.E.L.D. ihm für seine Superheldenkarriere neben dem Training und seinem eigenen Team auch verschiedene neue Superwaffen zur Verfügung stellt.

## Produktion und Veröffentlichung
Die Serie wird von den Marvel Studios produziert und ist die erste, bei der Marvel direkt an der Erschaffung beteiligt ist. Die Episoden werden von Paul Dini und dem Comiczeichner Brian Michael Bendis geschrieben. Die Produktion der Serie wird von der Gruppe „Man of Action“ (Duncan Rouleau, Joe Casey, Joe Kelly, Steven T. Seagle) geleitet, die vor allem für die Kreation der Serie Ben 10 bekannt ist. Ein erster Trailer der Serie wurde während des 2011 San Diego Comic Cons uraufgeführt.
Diverse Schauspieler, die bereits in den Live Action-Verfilmungen der Marvel Comics mitgewirkt haben, übernehmen die Synchronstimmen ihrer jeweiligen Charakterrollen in dieser Serie; so etwa J. K. Simmons für J. Jonah Jameson und Clark Gregg für S.H.I.E.L.D.-Agent Phil Coulson. Marvel Comics-Autor und Verleger Stan Lee spielt in dieser Serie die Nebenfigur Stan the Janitor.

## Figuren
Sämtliche in der Serie vorkommenden Charaktere sind Vorlagen aus den Marvel Comics entlehnt worden, sowohl aus der Ultimate- als auch der Mainstream-Kontinuität. Das Design der Figuren basiert größtenteils auf der Ultimate-Version, jedoch stimmen die Figuren und die Beziehungen untereinander nicht genau überein. Desgleichen haben andere Figuren aus dem Marvel-Universum Gastauftritte in der Serie.
Peter Parker/Spider-ManDie Titelfigur der Serie ist nach dem Tod seines Onkels Ben sehr darauf bedacht, seine Superheldenidentität geheim zu halten, obwohl es bedeutend schwieriger wird, seitdem er von Norman Osborn gezielt gejagt wird. Obwohl sehr intelligent und bereits mit einjähriger praktischer Erfahrung als Superheld versehen, bringt sein jugendlicher Übermut ihn doch manchmal in große, ungewollte Schwierigkeiten.
Nick FuryDer Leiter von S.H.I.E.L.D. und ein Superspion, der Spider-Man mit Kenntnis seiner anderen Identität zum Superheldentrainingsprogramm einlädt und sich dabei zu einer Art Vaterfigur für den jungen Peter entwickelt.
White Tiger/Ava AyalaEine junge Puerto-Ricanerin, die ihre Superidentität einem mystischen Amulett verdankt, welches ihr außergewöhnliche athletische Fähigkeiten und Geschick in den Kampfkünsten verleiht. Mit ihrer disziplinierten Art spielt sie oft die Rolle der Unterführerin des Trainingsteams und gerät oftmals mit Spider-Man in Streit, wenn die beiden sich über ihr taktisches Vorgehen in Notsituationen nicht einig werden können.
Daniel Rand/Iron FistEin ruhiger und philosophisch orientierter Junge, der in der mystischen Stadt K'un-L'un aufwuchs und dort in den Kampfkünsten unterrichtet wurde. Er besitzt die Fähigkeit, sein Chi in geballte Schlagkraft zu manifestieren.
Luke Cage/Power ManEin Afroamerikaner, der über Superstärke und Unverwundbarkeit verfügt. Er war eigentlich ein gewöhnlicher Junge, bis er mit seinen Eltern, die S.H.I.E.L.D-Agents waren, von Scorpion überfallen wurde. Seine Mutter gab ihm daraufhin eine experimentelle Flüssigkeit zu trinken, um ihn zu schützen, was ihm seine Fähigkeiten gab. Er ist vom Charakter her ein netter unauffälliger Typ, der dennoch durch seine Größe und Stärke auffällt.
Sam Alexander/NovaEin Teenager mit Überschallflugfähigkeit und der Gabe, Energiestrahlen zu erzeugen. Als das jüngste Mitglied des Teams ist er auch der größte Kindskopf und liefert sich regelmäßig Zänkereien mit Spider-Man.
Doreen Green/Squirrel GirlEin fröhlicher, akrobatischer Teenager mit buschigem Schwanz. Sie kann mit Eichhörnchen reden und ist sehr tierlieb.
Mary Jane WatsonPeters Kindheitsfreundin, die im Gegensatz zu ihren anderen Versionen nicht über Peters Geheimidentität Bescheid weiß. Ihr Traum ist es, Reporterin zu werden, Spider-Man zu interviewen und ihn zu rehabilitieren, und zwar über den Medienkonzern Daily Bugle Communications, der Spider-Mans energischstem Kritiker J. Jonah Jameson gehört.
Harry OsbornEr ist Peters bester Freund und Schulkamerad, der ständig um die Aufmerksamkeit seines ihn vernachlässigenden Vaters ringt. Er verehrt Spider-Man und möchte auch gerne ein Superheld werden, bringt sich aber damit immer wieder in große Gefahr. Durch seinen Frust mit seinem Vater wird er zu einem erstklassigen Wirt für den parasitären Symbionten Venom.
Norman OsbornHarrys Vater und der Vorsitzende von Oscorp, der sich mit der genetischen Replikation von Spider-Man das Geschäft seines Lebens erhofft. Am Ende der ersten Staffel wird er aber aus Rache von Doctor Octopus durch ein aus Spider-Mans DNA gewonnenem Mutagen in den monströsen Grünen Kobold verwandelt. In der zweiten Staffel entführt er Spider-Man und injiziert ihn mit einem selbsthergestellten Symbioten, wodurch Peter zu dem blutrünstigen Carnage wird.
Eugene „Flash“ ThompsonDer Spitzenathlet von Peters Schule und als Schulschläger und Muskelprotz zugleich Peters ärgster Feind und Spider-Mans glühendster Verehrer. In der dritten Staffel verbindet sich ein Venom-Symbiont mit ihm und erfüllt ihm damit seinen Traum, als Agent Venom zum Superhelden zu werden.
Agent Phil CoulsonEin S.H.I.E.L.D.-Agent und Adjutant von Nick Fury, der zur besseren Aufsicht von Spider-Man als Direktor von Peters Schule eingesetzt wird. Im Laufe der Geschichte gehen er und May Parker eine Beziehung miteinander ein.
Dr. Kurt Connors/Die EchseEin S.H.I.E.L.D.-Wissenschaftler, der hauptsächlich für die Entwicklung von Spider-Mans Spezialwaffen verantwortlich ist. Beim Angriff des Grünen Kobolds auf den S.H.I.E.L.D. Helicarrier am Ende der ersten Staffel verliert er seinen rechten Arm. Als er versucht, ein von Doctor Octopus entwickeltes Mutagen zu verwenden, um seinen Arm zu regenerieren, verwandelt er sich in ein humanoides, irrationales Echsenmonster und wird so zum unfreiwilligen Feind von Spider-Man.
J. Jonah JamesonDer Besitzer des Medienkonzerns Daily Bugle Communications und ein scharfer Kritiker von Spider-Man. Seine Meinung verkündet er tagtäglich auf den großen, überall in der Stadt verteilten Werbebildschirmen, welche oftmals in den Kämpfen, die Spider-Man zu bestreiten hat, beschädigt werden.
Otto Octavious/Doctor OctopusEin früherer anerkannter Wissenschaftler mit vier von Norman Osborn hergestellten kybernetischen Tentakelarmen, der aus dem Untergrund heraus als Osborns Mittelsmann die Jagd auf Spider-Man koordiniert. Nachdem er scheitert, geht Octavius in den Untergrund und versucht von dort aus Rache an Spider-Man und Osborn zu nehmen. Später gründet er das Superschurken-Team " Die Sinistren Sechs".
VenomIn dieser Serie ist Venom ein erstes Klonexperiment von Norman Osborn und Doctor Octopus, dessen Grundmaterial aus einer Probe von Spider-Mans Blut gewonnen wurde; in diesem Zustand ist Venom allerdings vollkommen unkontrollierbar. Ein Teil von ihm verbindet sich schließlich mit Flash Thompson als perfekten Wirt und lässt ihn zum Superhelden Agent Venom werden.
TaskmasterEin verbrecherischer Söldner (und in dieser Serie ein ehemaliger S.H.I.E.L.D.-Agent), der über photographische Reflexe verfügt, welche es ihm erlauben, die physischen Fähigkeiten seiner Gegner perfekt nachzuahmen. Sein Ziel ist es, junge Menschen mit Superkräften als seine Handlanger zu rekrutieren.
May ParkerPeters junggebliebene und sehr energetische Tante, bei der er seit dem Tod seiner Eltern wohnt. Im Laufe der Serie geht sie eine Beziehung mit Phil Coulson ein.
Stan the JanitorDer Hausmeister von Peters Schule und Comic-Relief-Figur der Serie, der ständig versucht, Spider-Man und dessen Freunden seine Lebensweisheiten beizubringen. Im Laufe der zweiten Staffel stellt er sich als ein S.H.I.E.L.D.-Veteran heraus. Dazu ist er eine eindeutige Cameo-Version von Stan Lee, der der Figur auch seine Stimme leiht.

## Synchronisation
Die deutsche Synchronisation entsteht unter der Dialogregie von Kim Hasper durch die Synchronfirma SDI Media in Berlin. Zu bemerken ist, dass sowohl Nico Sablik wie auch Engelbert von Nordhausen die gleichen Rollen in der Serie synchronisieren wie in den Verfilmungen.
| Figur                            | Originalsprecher          | Deutscher Synchronsprecher           |
| -------------------------------- | ------------------------- | ------------------------------------ |
| Peter Parker/Spider-Man          | Drake Bell                | Nico Sablik                          |
| Nick Fury                        | Chi McBride               | Engelbert von Nordhausen             |
| Ava Ayala/White Tiger            | Caitlyn Taylor Love       | Anne Helm                            |
| Daniel Rand/Iron Fist            | Greg Cipes                | Jan Makino                           |
| Luke Cage                        | Ogie Banks                | Alexander Doering                    |
| Sam Alexander/Nova               | Logan Miller              | Wanja Gerick                         |
| Ben Riley/Scarlet Spider         | Scott Porter              | Florian Hoffmann                     |
| Mary Jane Watson/Spider Woman    | Tara Strong               | Kaya Marie Möller                    |
| Harry Osborn                     | Matt Lanter               | Kim Hasper                           |
| Flash Thompson/Agent Venom       | Matt Lanter               | Tobias Müller                        |
| Venom                            | Matt Lanter               | Gerald Paradies                      |
| Ulysses Klaw                     | Matt Lanter               | Tino Kießling                        |
| Norman Osborn/Green Goblin       | Steven Weber              | Bernd Vollbrecht                     |
| Trapster                         | Steven Weber              | Andi Krösing (Folge 1) Tino Kießling |
| Agent Phil Coulson               | Clark Gregg               | Till Hagen                           |
| J. Jonah Jameson                 | J. K. Simmons             | Axel Lutter                          |
| Doctor Doom/Victor von Doom      | Maurice LaMarche          | Tilo Schmitz                         |
| Doctor Octopus/Otto Octavius     | Tom Kenny                 | Michael Iwannek                      |
| Wizard/Bentley Wittman           | Tom Kenny                 | Peter Flechtner                      |
| Stan der Hausmeister             | Stan Lee                  | Peter Groeger                        |
| May Parker                       | Misty Lee                 | Cornelia Meinhardt                   |
| Ben Parker                       | Greg Grunberg             | Jörg Hengstler                       |
| Tony Stark/Iron Man              | Adrian Pasdar             | Tobias Meister                       |
| Steve Rogers/Captain America     | Roger Craig Smith         | Dennis Schmidt-Foß                   |
| Hulk                             | Fred Tatasciore           | Norman Matt                          |
| Wolverine / „Logan“              | Steve Blum                | Thomas Nero Wolff                    |
| Batroc der Leaper/Georges Batroc | Rob Paulsen               | Christian Gaul                       |
| Loki                             | Troy Baker                | Peter Lontzek                        |
| Amadeus Cho/Iron Spider          | Eric Bauza                | Sebastian Fitzner                    |
| Miles Morales/Kid Arachnid       | Donald Glover (3.14–3.15) | Christian Zeiger                     |
| Miles Morales/Kid Arachnid       | Ogie Banks (Staffel 4)    | Tim Sander                           |

## Kritik
Die öffentliche Kritik über die Serie ist gespalten. Während vor allem der Humor gepriesen wird, geben sich viele Kritiker enttäuscht von der fehlenden Dramatik des Themas „Verantwortung“, welches einen wesentlichen Charakterzug von Spider-Man ausmacht.